# Gérard Cooreman
Gérard (Gerhard) Cooreman, född den 25 mars 1852, död den 2 december 1926, var en belgisk politiker (katolik).
Cooreman var en mångårig ledamot av representantkammaren, var dennas talman 1908-1912 och utmärkte sig som en av den flamländska rörelsens ledande män. Då en mera välvillig regeringspolitik mot flamländarna verkade önskvärd, efter att de uppmuntrats i sina nationella strävanden under första världskriget, efterträdde Cooreman 1 juni 1918 Charles de Broqueville som ministerpresident (ministerpresident). Då regeringens säte efter krigsslutet flyttades från Le Havre tillbaka till Bryssel efterträddes han 21 november 1918 av Léon Delacroix.